# Nahant
Nahant (wymowa: /nəˈhɑːnt/) – miejscowość w USA, w północno-wschodniej części stanu Massachusetts, w zespole miejskim Bostonu – resort położony na skalistym półwyspie wcinającym się w wody nad zatoki Massachusetts.